# Nick Copus
Nick Copus (* 4. September 1966 in Hendon, London, England als Nicholas Copus) ist ein britischer Fernsehregisseur, -produzent, Drehbuchautor und Kameramann.

## Karriere
Nick Copus wurde im September 1966 in Hendon, einem Stadtteil von London, geboren. Seine Karriere begann er 1997 als Kameramann bei fünf Dokumentarfilmen und als Regisseur von verschiedenen Fernsehfilmen. 2003 und 2005 inszenierte er mehrere Episoden der britischen Seifenoper EastEnders und der Ärzteserie Holby City. Für die Dokumentarserie Wettlauf mit dem Tod (2005–2006, 2010–2012) schrieb er für 33 Episoden die Drehbücher und war bei 31 Episoden als Regisseur und bei 18 Episoden als Produzent beteiligt. Es folgten Episoden für die Fernsehserien 4400 – Die Rückkehrer, Painkiller Jane, The Dresden Files und Dead Zone, bevor er die zwei Miniserien Virus – Der Tod kennt keine Grenzen (2008) und Die Triffids – Pflanzen des Schreckens (2009) inszenierte. Für Virus wurde er bei den Gemini Awards 2010 in der Kategorie Best Direction in a Dramatic Program or Mini-Series und vom Directors Guild of Canada als bester Regisseur bei einem Fernsehfilm/einer Miniserie nominiert. 2011 übernahm er die Regie zum Katastrophenfilm Ice – Der Tag, an dem die Welt erfriert und produzierte und inszenierte mehrere Episoden der von Syfy ausgestrahlten Science-Fiction-Serie Alphas.
Zuletzt war er als Regisseur bei den Serien Nikita (2010–2013), Supernatural, The Secret Circle (beide 2012), Arrow und Revolution (beide 2013) beteiligt.

## Filmografie (Auswahl)
Als Regisseur
- 2003: EastEnders (Seifenoper)
- 2005: Holby City (Fernsehserie, Episoden 7x23–7x24)
- 2005–2006, 2010–2012: Wettlauf mit dem Tod (I Shouldn’t be Alive, Fernsehserie, 31 Episoden)
- 2006–2007: 4400 – Die Rückkehrer (The 4400, Fernsehserie, 4 Episoden)
- 2007: Painkiller Jane (Fernsehserie, Episode 1x01)
- 2007: The Dresden Files (Fernsehserie, Episode 1x12)
- 2007: Dead Zone (The Dead Zone, Fernsehserie, Episode 6x04)
- 2008: Virus – Der Tod kennt keine Grenzen (The Summit, Miniserie)
- 2009: Die Triffids – Pflanzen des Schreckens (The Day of the Triffids, Miniserie)
- 2010–2013: Nikita (Fernsehserie, 7 Episoden)
- 2011: Ice – Der Tag, an dem die Welt erfriert (Ice, Fernsehfilm)
- 2011–2012: Alphas (Fernsehserie, 6 Episoden)
- 2012: Supernatural (Fernsehserie, Episode 8x09)
- 2012: Alcatraz (Fernsehserie, Episode 1x08)
- 2012: The Secret Circle (Fernsehserie, Episode 1x18)
- 2013: Arrow (Fernsehserie, 2 Episoden)
- 2013: Revolution (Fernsehserie, Episode 1x14)

Als Produzent
- 2006, 2010–2011: Wettlauf mit dem Tod (I Shouldn’t be Alive, Fernsehserie, 18 Episoden)
- 2011: Alphas (Fernsehserie, 10 Episoden)

Drehbuchautor
- 2005–2006, 2010–2012: Wettlauf mit dem Tod (I Shouldn’t be Alive, Fernsehserie, 33 Episoden)